# Espada mágica

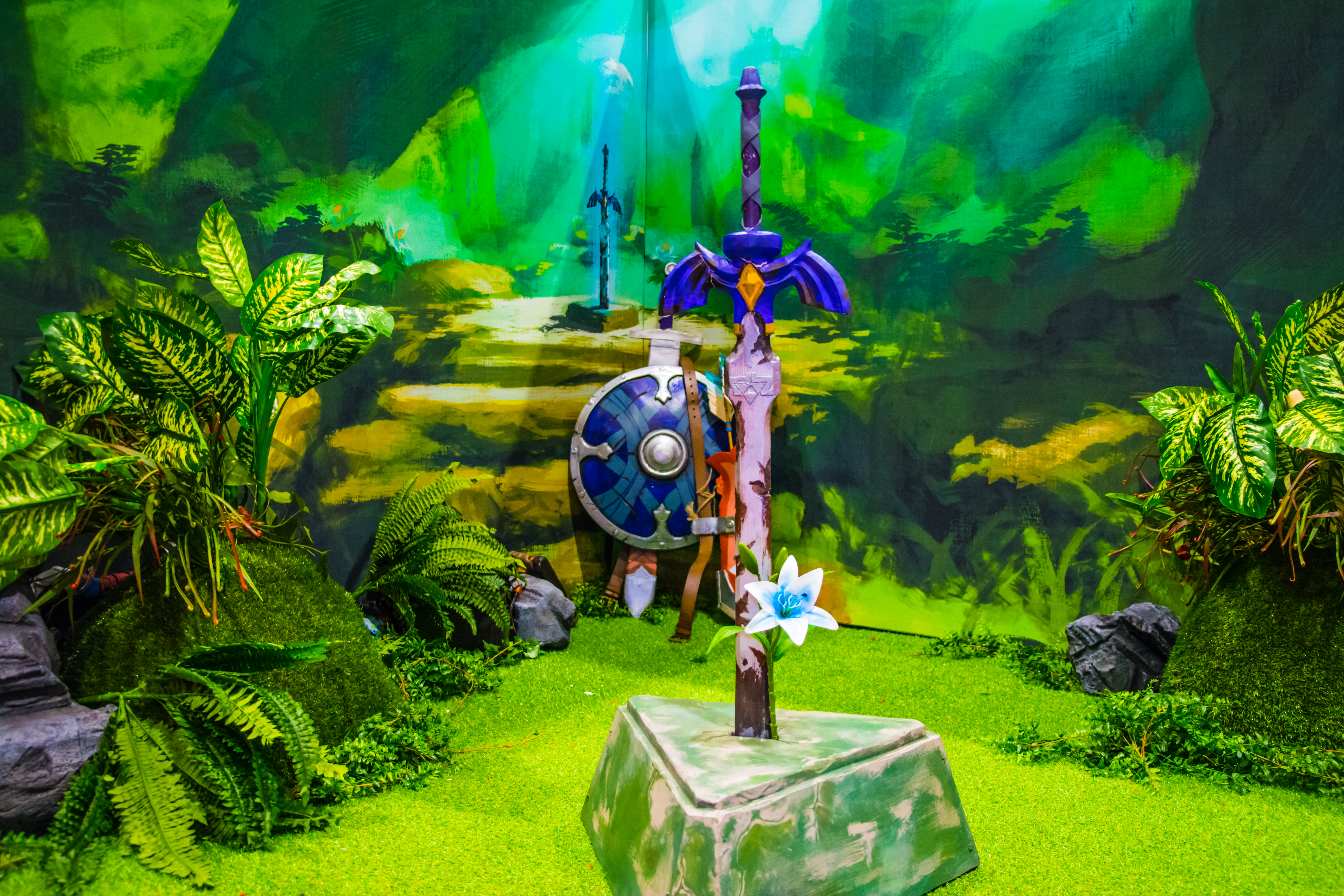
Representação da Master Sword, a principal espada mágica da franquia de videogames The Legend of Zelda

Em mitologias, lendas ou na ficção, uma espada mágica é uma espada com poderes mágicos ou outras qualidades sobrenaturais. Espadas renomadas aparecem no folclore de todas as nações que utilizaram espadas.
Em algumas tradições, a espada não possui poderes próprios. Ela se torna famosa por ser a arma do herói, ou pela sua origem, como quando um deus a entrega para o herói. Outras espadas mantêm seus portadores seguros ou destroem seus inimigos. Um motivo mais restrito é a espada que foi quebrada e deve ser reforjada, encontrado normalmente no norte europeu. Tal espada simboliza a derrota inicial e a perda da honra de seu portador. Uma vitória posterior e a restauração da honra são alcançadas ao reforjá-la, seja pelas mãos do portador ou de seu herdeiro. 

## História
É provável que as raízes dos mitos das armas sencientes vêm das crenças de povos antigos de que a fabricação de espadas e a metalurgia eram na verdade um processo mágico. Através do fogo  da forja (ao fogo também eram dadas conotações espirituais) um pedaço de terra era transformado em objetos brilhantes utilizáveis que poderiam ser modelados em diversas formas. Estendendo-se ainda mais da transformação do minério em metal, era imensa a dificuldade de realmente obter uma lâmina de qualidade; a qual exigia muita concentração e habilidade somadas às suas qualidades esotéricas. Embora qualquer ferreiro pudesse fabricar uma faca ou um machado, apenas um ferreiro poderia criar uma espada de alta qualidade. Os segredos para fazer isso foram zelosamente guardados, assim como as fórmulas para ligas metálicas.
A habilidade necessária para forjar uma lâmina equilibrada — uma que não fosse muito frágil ou muito macia, além de ser capaz de manter um fio útil e afiado — na era anterior às máquinas automatizadas, aos altos-fornos e ao conhecimento da química molecular, fizeram a criação de uma espada parecer algo quase milagroso. Alguns graus acima ou abaixo de uma faixa de temperatura muito limitada, que só poderia ser discernida pela tonalidade brilhante de um tarugo quente, poderiam quebrar uma espada. A falta de experiência em saber quando e como temperar a lâmina e aplicar carbono e bórax poderia arruinar semanas de trabalho. Assim, um ferreiro se sentia quase unido ao seu trabalho, dando a esse processo sua completa devoção de concentração e pensamento. Isso levou à crença de que ele estava realmente imbuindo a lâmina com a essência de seu espírito. No Japão, os ferreiros se preocupavam tanto com esta crença que se submetiam a rituais de purificação e meditação antes mesmo de tentar iniciar uma nova lâmina, por medo de que pudessem descuidadamente criar uma espada maligna.
Os vikings valorizavam suas espadas acima de todas as outras coisas, transmitindo-as de geração em geração e dando-lhes nomes. O valor da lâmina não era determinado apenas pela sua qualidade, mas também por quantas batalhas ela havia sido usada. Povos polinésios como os Māori também tinham uma reverência comparável por suas armas. Eles acreditavam que uma arma continha uma força espiritual chamada mana e que a arma continha os espíritos de seu criador, sua linhagem de proprietários e também roubava os espíritos daqueles que matava. Essas armas eram altamente valorizadas por sua mana e apreciadas como relíquias de família. Os samurais do Japão acreditavam que suas espadas tinham uma alma própria que poderia possuí-los. Não era o portador, mas sim as suas espadas que elas desejavam matar; os samurais foram apenas o instrumento que as espadas usaram para completar essa tarefa. Como a maioria deles eram budistas (uma religião que considera a violência e o assassinato abomináveis), essa linha de pensamento deu-lhes alguma paz de espírito na sua vocação assassina.
Mais tarde, à medida que o conceito de demônios, possessão espiritual e elementais entraram no domínio dos temas mitológicos, atribuir propriedades mágicas das espadas do folclore aos espíritos residentes se tornou apenas um processo natural.
As espadas mágicas podem exibir vários graus de senciência, desde serem meramente influenciadas pelo usuário até serem capazes de pensar por si próprias ou até mesmo controlar seu dono.

## Na bíblia
A Bíblia relata no Livro do Gênesis como Deus, procurando convencer Adão e Eva a retornar ao jardim do Éden, "colocou querubins a leste do jardim do Éden e uma espada flamejante que se movia em todas as direções". Em algumas versões, os querubins são substituídos pelo Arcanjo Miguel, que empunha uma arma semelhante. O rei Davi recebeu a espada do gigante morto Golias do sacerdote Aimeleque, à qual foi anexada mitologia e tradições de fora da bíblia. No livro do Apocalipse, Jesus é descrito simbolicamente empunhando uma espada de dois gumes que sai de sua boca, em referência à “espada do espírito” que é a “palavra da verdade”.

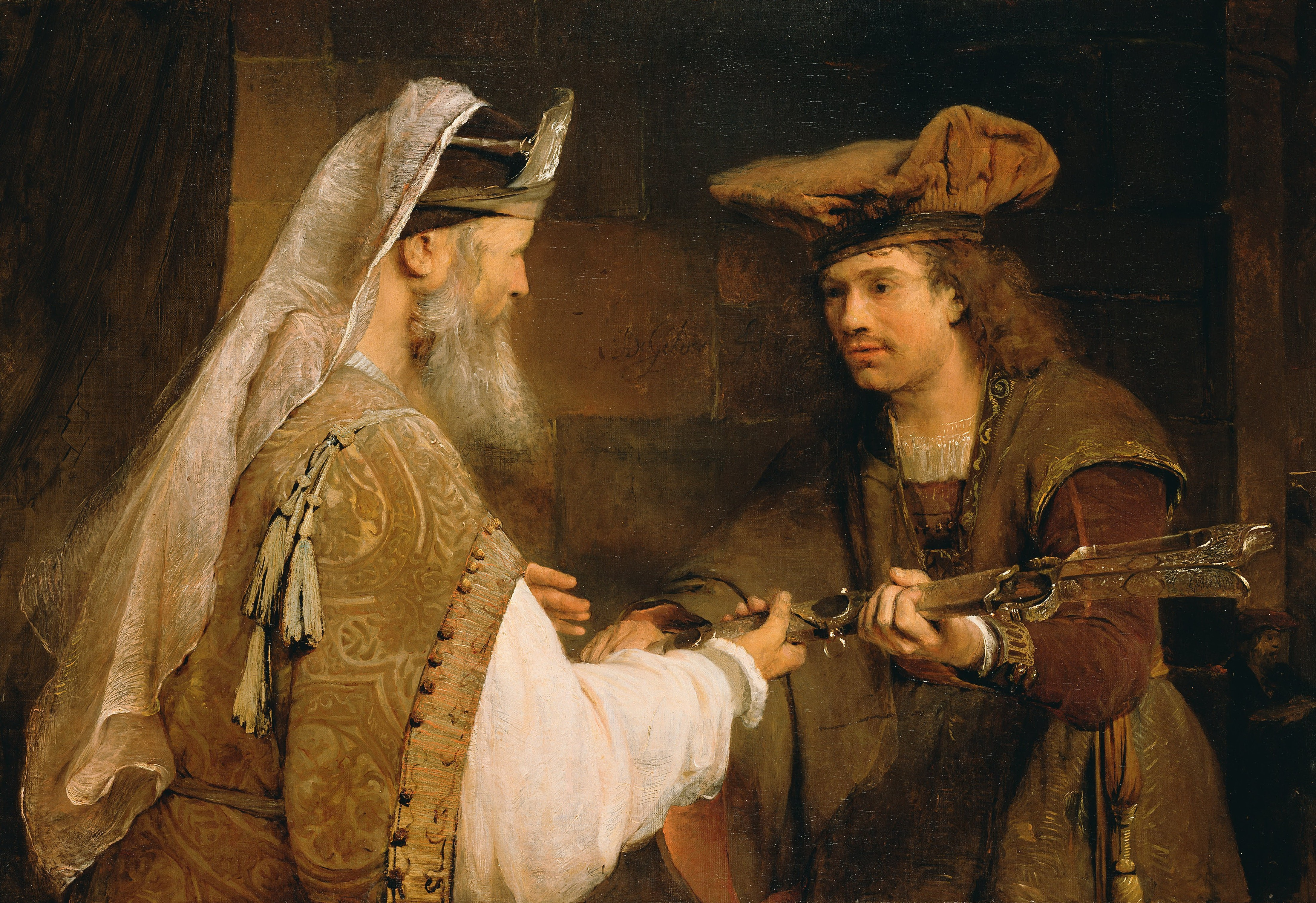
Aimeleque dando a espada de Golias a Davi, de Aert de Gelder.

## Na mitologia

### Arturiana

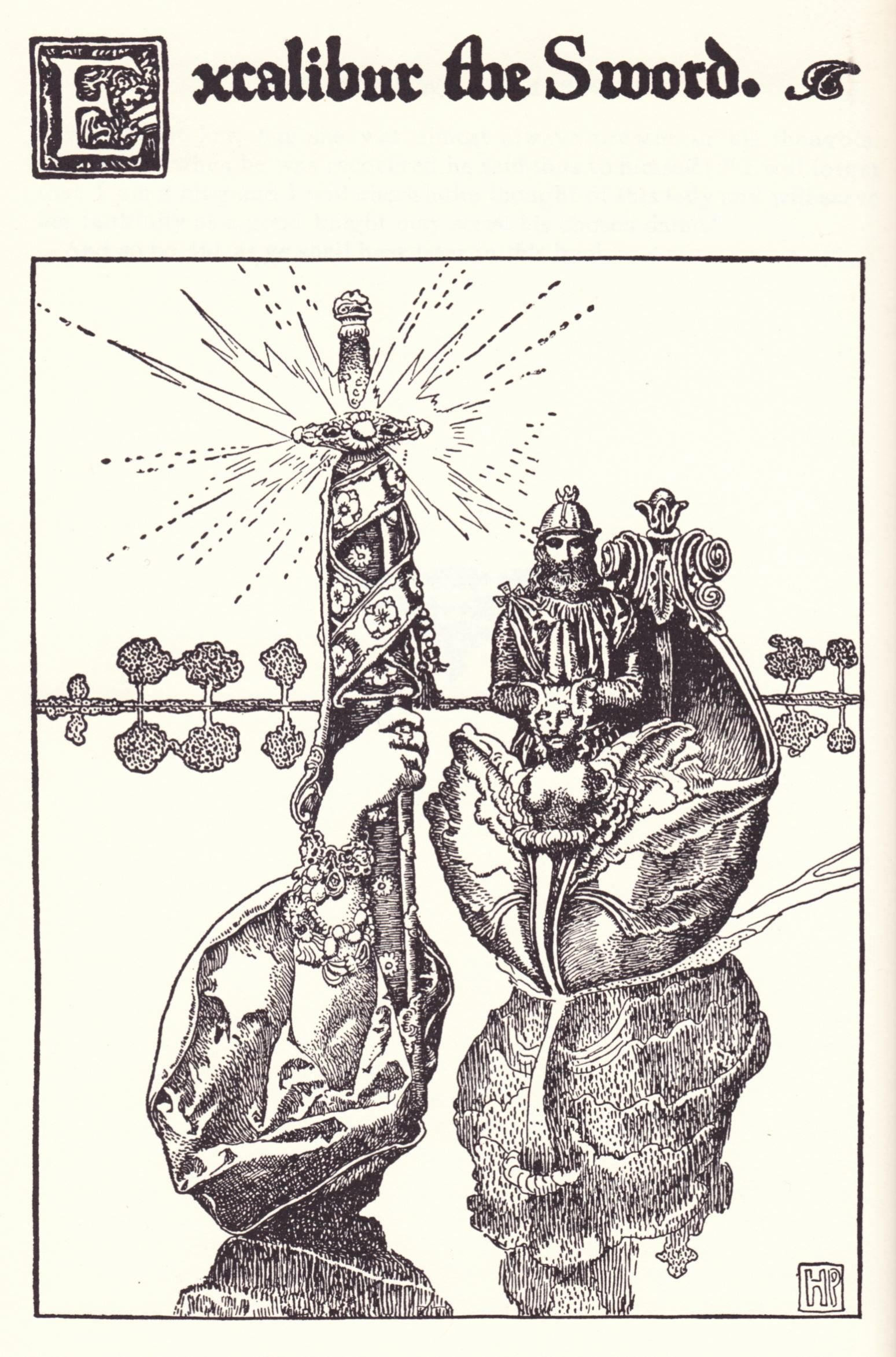
"Excalibur, the Sword"Ilustração de Artur recebendo a espada da Dama do Lago, de Howard Pyle para A História do Rei Artur e dos seus Cavaleiros.

Na lenda do Rei Artur, o monarca está relacionado a duas espadas mágicas, na maioria das variantes. A primeira é a Espada na Pedra. Somente Artur poderia reivindicá-la, provando que ele é o rei legítimo. Em alguns contos, esta é sua única espada. Na maioria das variantes, esta espada foi então quebrada, e ele recebe da Dama do Lago uma nova espada chamada Excalibur, sem dúvida a mais famosa das espadas mágicas. Caliburn era o nome original de Excalibur. Na lenda galesa, a espada de Artur é conhecida como Caledfwlch.
A História dos Reis da Grã-Bretanha, de Geoffrey de Monmouth, é a primeira fonte não galesa a falar da espada. Geoffrey diz que a espada foi forjada em Avalon e latiniza o nome "Caledfwlch" para Caliburnus. Quando a sua influente pseudo-história chegou à Europa Continental, os escritores alteraram ainda mais o nome até que finalmente assumiu a forma popular Excalibur. No entanto, em outras variantes, a própria Excalibur é a espada na pedra. Não está claro nos vários relatos da lenda de Artur se a própria Excalibur possuía poderes mágicos ou apenas tinha uma origem mágica, embora sua bainha protegesse seu portador de danos físicos. Muitas interpretações da lenda parecem atribuir à Excalibur uma força de corte e durabilidade além das armas comuns.
Em Parzival, de Wolfram Von Echenbach, o herói epônimo recebe uma espada do rei do Graal, Anfortas. O primo de Parzival explica que “A espada resistirá ilesa ao primeiro golpe; no segundo ela se estilhaçará. Caso você a leve de volta à fonte, ela se tornará inteira novamente pelo fluxo da água… Se as peças não forem perdidas e você as encaixar corretamente, assim que a água da nascente as molhar, a espada ficará inteira novamente, as junções e os gumes mais fortes do que antes.”

### Chinesa
A antiga mitologia chinesa relata a história de Lü Dongbin, que “matou dragões ” com uma espada mágica e realizou “feitos estranhos” com ela. 

### Germânica

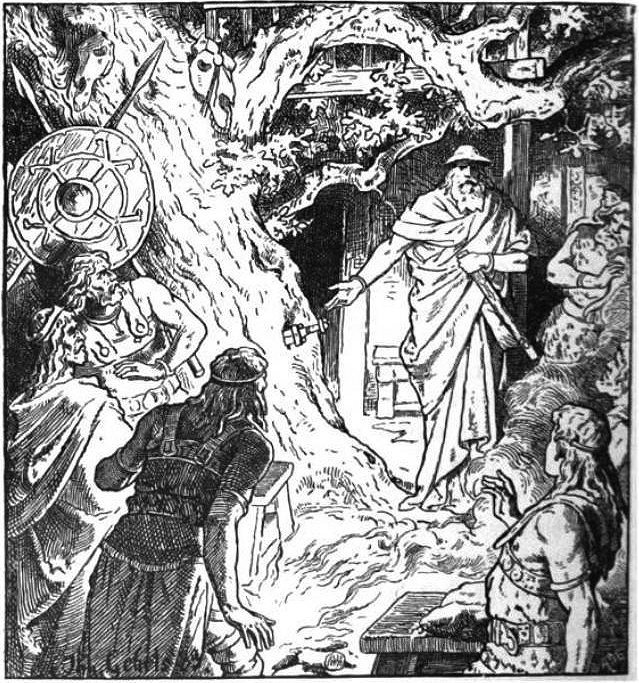
"Sigmund's Sword" (1889) por Johannes Gehrts.

Na mitologia nórdica, o deus Frey "possuía uma espada mágica que atacava Jotuns por conta própria". Muitas outras espadas aparecem nas lendas nórdicas nas mãos de heróis.
Tyrfing aparece na Saga Hervarar. Svafrlami era o rei de Gardariki e neto do deus Odin. Ele pegou os anões, Dvalin e Durin, e os forçou a forjar uma espada com punho dourado que nunca erraria um golpe, nunca enferrujaria e cortaria pedra e ferro tão facilmente quanto roupas. Os anões fizeram a espada, e ela brilhou como fogo. Porém, como vingança, eles a amaldiçoaram para que matasse um homem cada vez que fosse usada e que ela seria a causa de três grandes males. Eles também a amaldiçoaram para que matasse o próprio Svafrlami. Custaria não apenas a vida de Svafrlami, mas também a vida do herói sueco Hjalmar.

### Japonesa
Na mitologia japonesa, existe uma espada mágica chamada Kusanagi, que foi uma das três joias da coroa dadas ao imperador Jimmu pela deusa Amaterasu. Além disso, a katana forjada por Masamune e Muramasa era supostamente de qualidade tão alta que era quase mágica. No caso das lâminas Masamune e Muramasa, acreditava-se que algum elemento da personalidade do ferreiro era imputado à lâmina . Essas três espadas têm sido amplamente utilizadas na cultura popular desde então, especialmente no domínio dos RPGs de videogame. Apesar das lendas sobre Nihontō, essas três são as mais famosas. Excelentes espadas japonesas frequentemente recebiam apelidos que refletiam sua habilidade cortante. Além disso, ao contrário de outras espadas mágicas, elas existem. Existem, por exemplo, 10 ou 11 lâminas atribuídas a Masamune que ainda hoje existem, como Kanze Masamune, Kotegiri Masamune ou Musashi Masamune.

### Espanhola
Nas lendas espanholas, duas espadas mágicas pertenciam ao guerreiro Rodrigo Díaz de Vivar, "El Cid", segundo o poema épico medieval "Cantar del mio Cid". A primeira, “Tizona”, tinha personalidade própria e sua força variava de acordo com quem a utilizava. "Colada" também só tinha poder nas mãos de um bravo guerreiro.

### Francesa
Em Matéria de França, Rolando possuía uma espada indestrutível, Durendal, que ele atirou num riacho envenenado para evitar que ela fosse capturada. Durendal fazia parte de um conjunto de três espadas supostamente forjadas por Wayland e fornecidas como resgate para um cativo nórdico, as outras duas sendo com algumas variações entre a espada Almace do bispo Turpin, a Joyeuse de Carlos Magno ou a espada Curtana de Ogier .

### Outras
No poema épico medieval inglês ou escocês Greysteil, o herói usa uma espada mágica 'Egeking' que foi feita no Extremo Oriente. No Reino Normando da Sicília é possível encontrar 'Mikalis', a espada mágica do Rei Rogério II.

## Ficção escrita

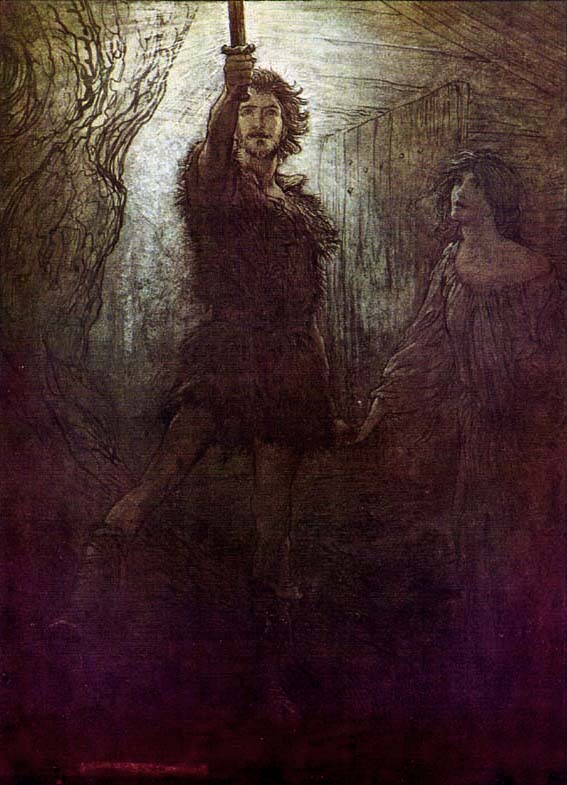
Ilustração de Arthur Rackham para Die Walküre de Richard Wagner: a espada mágica Nothung.

The Faerie Queene, de Edmund Spenser, apresenta uma espada dourada chamada Chrysaor, a arma pessoal de Sir Artegal, o Cavaleiro da Justiça. A espada foi dada a ele por Astræa, que a empunhava desde os dias em que Zeus a usou para combater os Titãs. Por ser "temperada com Adamante", foi descrita como sendo capaz de romper qualquer coisa.
Em Der Ring des Nibelungen, Richard Wagner baseou-se na lenda de Gram para a espada Nothung, pertencente ao herói Sigmund e posteriormente reforjada por seu filho Siegfried e usada por ele para matar Fafner. É finalmente usada por Siegfried para quebrar a lança de seu avô, o Deus Wotan, acabando assim com seu poder.
O herói do poema "Jabberwocky" de Lewis Carroll mata o Jabberwock com uma espada vorpal . Embora o poema não defina a palavra "vorpal" (e contenha muitas palavras sem sentido e sem significado), o termo foi adotado em jogos de RPG para descrever uma espada que possui uma capacidade mágica de decapitar aqueles contra quem ela é empunhada.

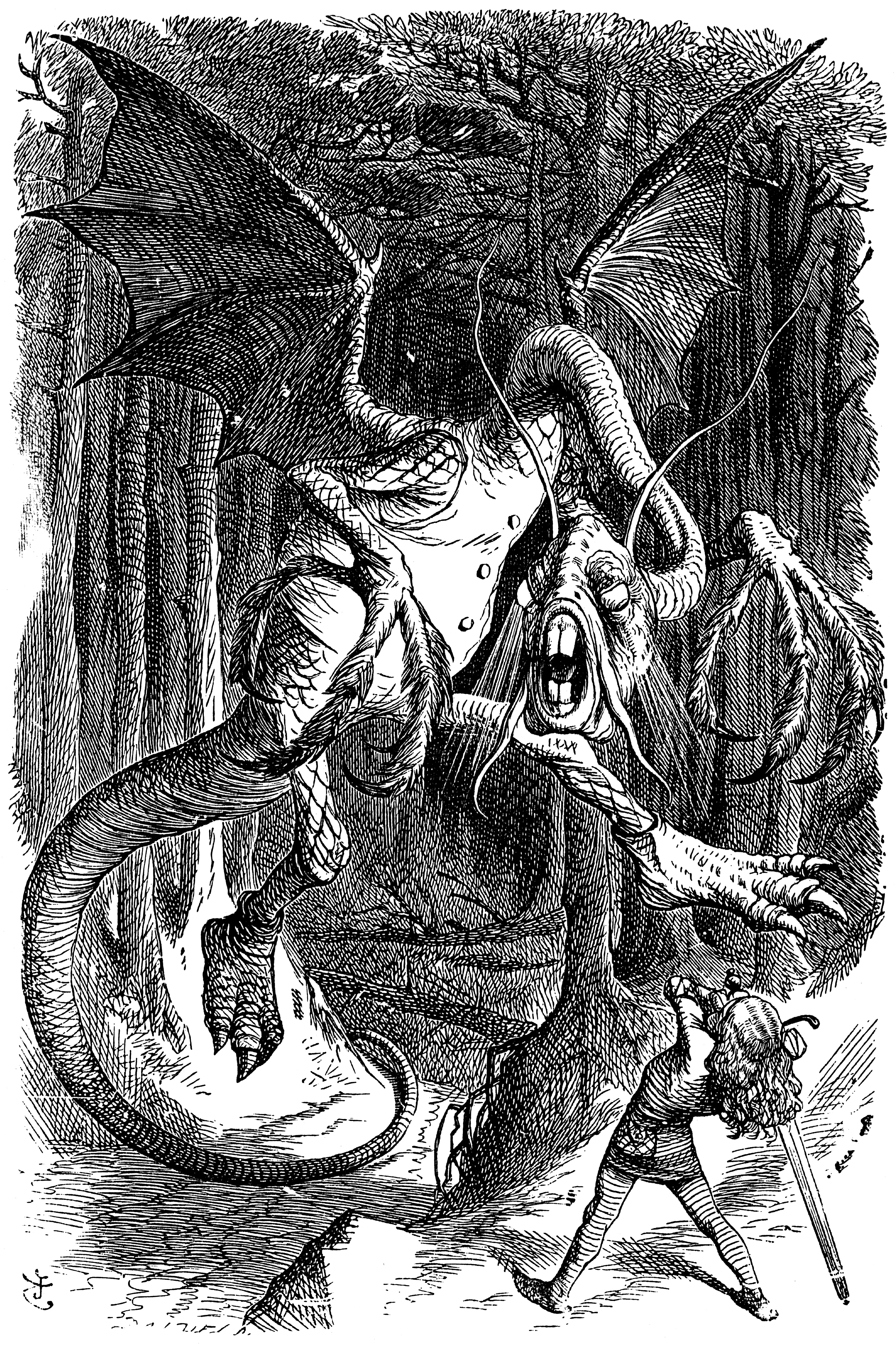
Ilustração do poema "Jabberwocky" apresentando a espada vorpal.

Nas obras de JRR Tolkien como O Senhor dos Anéis, muitas espadas mágicas, geralmente com poderes para o bem, são empunhadas por personagens importantes. Gandalf usa sua espada Glamdring em sua batalha contra o Balrog, que empunha sua própria espada de fogo. A lâmina irmã de Glamdring, Orcrist, está enterrada com Thorin Escudo de Carvalho sob a Montanha Solitária em O Hobbit. Bilbo, Frodo e Samwise carregam a espada Sting. Ela e Glamdring brilham em azul quando os orcs estão próximos. Aragorn porta a espada Andúril, uma arma poderosa contra o mal de Mordor e um símbolo do seu direito de governar. Turin Turambar, personagem principal de Os Filhos de Húrin, empunha a espada Gurthang. Ele eventualmente se mata com a espada, a qual fala com ele antes de morrer, dizendo que isso o matará. Esta história é baseada no herói finlandês Kullervo, cuja espada também concordou em matá-lo. Além disso, em Farmer Giles of Ham, o protagonista recebe e empunha uma espada mágica chamada Caudimordax que, na história, é traduzida como "mordedora de cauda".
A série de fantasia Harry Potter de JK Rowling apresenta a Espada da Grifinória, que é usada por vários personagens de destaque no livro. A espada é uma arma indestrutível feita de metal goblin, cujas propriedades permitem que a espada absorva qualquer substância que a torne mais forte, no caso dos livros, o veneno imensamente mortal de um basilisco.

## Filmes e televisão
Filmes e programas de televisão de diversos gêneros retratam espadas com qualidades mágicas.
- Na saga Star Wars, que emprega vários temas da mitologia clássica, o sabre de luz pode ser visto como ficção científica com uma analogia mitológica das espadas mágicas dos mitos. O dispositivo parece desafiar as leis da tecnologia moderna, porém estudos e experimentos realizados por cientistas indicam que a tecnologia será possível no futuro.[2][3][4] Dentro do universo de Star Wars, sabres de luz são feitos por seus portadores como parte do treino para se tornar um guerreiro Jedi. Durante o desenvolvimento inicial de Star Wars, George Lucas se referia às armas como "espadas lazer".
- A Espada Justiceira na série animadaThunderCats, possui poderes mágicos e o Olho de Tandera no cabo. Outra espada, a Espada de Plun-Darr, foi um elemento chave na trama de certos episódios.
- No episódio "Make Love, Not Warcraft", de South Park a história contém uma espada poderosa conhecida como "A espada mágica das Mil Verdades".
- A Espada de Tritão: espada do Barba Negra, mais tarde empunhada por Hector Barbossa com propriedades mágicas que aparece pela primeira vez no filme Piratas do Caribe: Navegando em Águas Misteriosas. De acordo com o guia visual do filme, a Espada de Tritão foi forjada na cidade perdida de Atlântida, bem como comanda e canaliza um poder sobrenatural e místico que dá vida à matéria morta. O site Piratas do Caribe Online afirma que a espada foi forjada pela própria divindade do mar, Tritão, e que passou de um antigo marinheiro para outro até cair nas mãos de Barba Negra.[5] Em Navegando em Águas Misteriosas, Barba Negra usa a espada para iludir a tripulação amutinada do Vingança da Rainha Ana pelas cordas do navio e lançar fogo grego em sereias na Baía da Espuma. É revelado que Barba Negra atacou o Pérola Negra, o que levou Barbossa a reivindicar o navio e a espada de Barba Negra. Barbossa usou as propriedades mágicas da espada para controlar o vento, bem como o cordame do navio, e navegou no Vingança da Rainha Ana até Tortuga. Em 2017, a sequência Piratas do Caribe: A Vingança de Salazar, revela que o Pérola Negra estava preso na garrafa de "cinco invernos" antes de Barbossa atravessar a garrafa com a espada, restaurando o Pérola miniaturizado ao seu tamanho original. Embora não tenha sido esclarecido em tela, o roteiro não produzido de Terry Rossio para A Vingança de Salazar revela que os poderes da espada vêm de Rhysis, uma das três Pérolas de Netuno, que comandava os ventos do mar e estava escondida dentro da safira embutida no punho da espada. A Pérola rege os ventos do oceano e tudo o que está associado ao vento, incluindo os navios no mar, o seu cordame e as velas.[6]

## Jogos eletrônicos e RPGs
Os videogames e jogos de RPG de fantasia apresentam uma grande variedade de armamentos mágicos, mais comumente representados por espadas e armas arquetípicas semelhantes. Essas espadas raramente são únicas e, em muitos cenários de RPG, as armas mágicas são tão onipresentes que se espera que os personagens dos jogadores as possuam naturalmente.
- Os jogos de The Legend of Zelda apresentam muitas espadas mágicas, das quais a mais famosa é a Master Sword, a lâmina lendária que Aprisiona as Trevas, que marcou presença na maioria dos jogos da série desde sua primeira aparição em The Legend of Zelda: A Link to the Past. A Espada Mestre deriva da Deusa Hylia e sua forma final foi forjada por Link e Zelda. A lâmina possui diversas habilidades místicas como o poder de repelir, aprisionar ou destruir o mal, além de proteger seu portador de certos tipos de magia. A Master Sword pode ser empunhada apenas pelo portador do espírito do herói, e Link e suas múltiplas reencarnações geralmente devem passar por provações para reivindicar a espada ou despertar seus verdadeiros poderes. Em The Legend of Zelda: Skyward Sword, é revelado que a Espada Mestre contém um espírito senciente chamado Fi, cuja alma foi atrelada à lâmina pela Deusa Hylia antes de ela renunciar sua divindade a fim de reencarnar no corpo mortal de Zelda.
  - Em The Legend of Zelda: The Minish Cap a Picori Blade é reforjada na lendária Four Sword, uma lâmina mágica que permite ao seu portador se dividir em quatro clones;
  - Em The Legend of Zelda: Phantom Hourglass, a arma definitiva é a Phantom Sword e em The Legend of Zelda: Spirit Tracks é a Lokomo Sword.
- A série Fire Emblem apresenta regularmente espadas mágicas que só podem ser usadas pelos principais protagonistas de um determinado título da série, a mais notável é a chamada Falchion, uma lâmina forjada a partir de uma presa do dragão divino Naga. As propriedades desta espada incluem a capacidade de curar seu portador, infligir maiores danos contra dragões e matar os chefes finais dos jogos em que ela aparece.

- As "Lâminas do Caos" são um par de lâminas divinas forjadas no fogo de Hades em God of War. A série também contém a Lâmina de Artemis e a Lâmina do Olimpo. Ambas são armas divinas usadas pelos deuses para derrotar os Titãs na Titanomaquia.
- Na trilogia Prince of Persia, há uma lâmina chamada Adaga do Tempo, que dá ao seu portador muitos poderes relacionados ao tempo.
- Em Super Mario RPG: Legend of the Seven Stars e para o remake de Switch, o antagonista secundário do jogo é Exor, uma espada mágica que faz parte da gangue Smithy, que destrói Star Road e pousa no Castelo de Bowser, explodindo Mario, Bowser, e a Princesa Peach.
- Em Warcraft III, Frostmourne é a espada do Lich King usada para roubar a alma do Príncipe Arthas.
- Na série The Elder Scrolls é possível encontrar e criar espadas encantadas que causam danos mágicos, absorvem atributos e até capturam a alma de um inimigo. Alguns dos artefatos únicos comuns a vários jogos assumem a forma de espadas. A mais notável é a Umbra, que tem alma própria e com o tempo assume a personalidade de seu portador.
- Em Final Fantasy XI, quase todas as espadas lendárias listadas são armas que podem ser obtidas, de Excalibur a Joyeuse.